# Lublin R-VIII
Die Lublin R-VIII (auch: Plage-Laśkiewicz R-VIII) ist ein in den späten 1920er Jahren entwickeltes polnisches Militärflugzeug.

## Entwicklung
Die R-VIII entstand als Reaktion auf einen offiziellen Auftrag der polnischen Armee für ein Aufklärungs- und Bombenflugzeug. Für die Konstruktion zeichnete Rudlicki verantwortlich. Der erste Prototyp war mit einem französischen Antrieb Farman 12W mit 550 PS (405 kW) ausgestattet und flog erstmals im März 1928. Der zweite startete im folgenden Juni und erhielt ein ebenfalls französisches Lorraine-Triebwerk, das für die nachfolgend in Auftrag gegebene Kleinserie von fünf Stück beibehalten wurde. Der Typ bewährte sich anscheinend nicht, denn 1930 wurden die Flugzeuge an das Werk zurückgegeben. Plage & Laśkiewicz rüstete drei davon mit Schwimmern aus und übereignete sie unter der Bezeichnung R-VIIIbis der polnischen Marine. Bei Ausbruch des Zweiten Weltkrieges 1939 waren noch zwei davon vorhanden.

## Konstruktion
Die R-VIII ist ein einstieliger, verspannter Doppeldecker in Gemischtbauweise mit einem rechteckigen Rumpf aus Stahlrohr-Fachwerk mit Stoffbespannung. Die Tragflächen bestehen aus mit Stoff bespannten Holzgerüsten und sind durch I-Streben miteinander und dem Rumpf verbunden. Querruder mit entlastenden Hilfsrudern befinden sich nur im Oberflügel und bestehen aus Holz und Stoff. Das Leitwerk ist ebenfalls mit Stoff bespannt, aber eine Stahlrohrkonstruktion. Die Höhenflosse ist durch zwei V-Streben am Rumpf abgestützt. Die R-VIII verfügt entweder über ein starres Radfahrwerk mit Hecksporn ohne durchgehende Achse oder zwei parallel angeordnete Schwimmer.

## Technische Daten

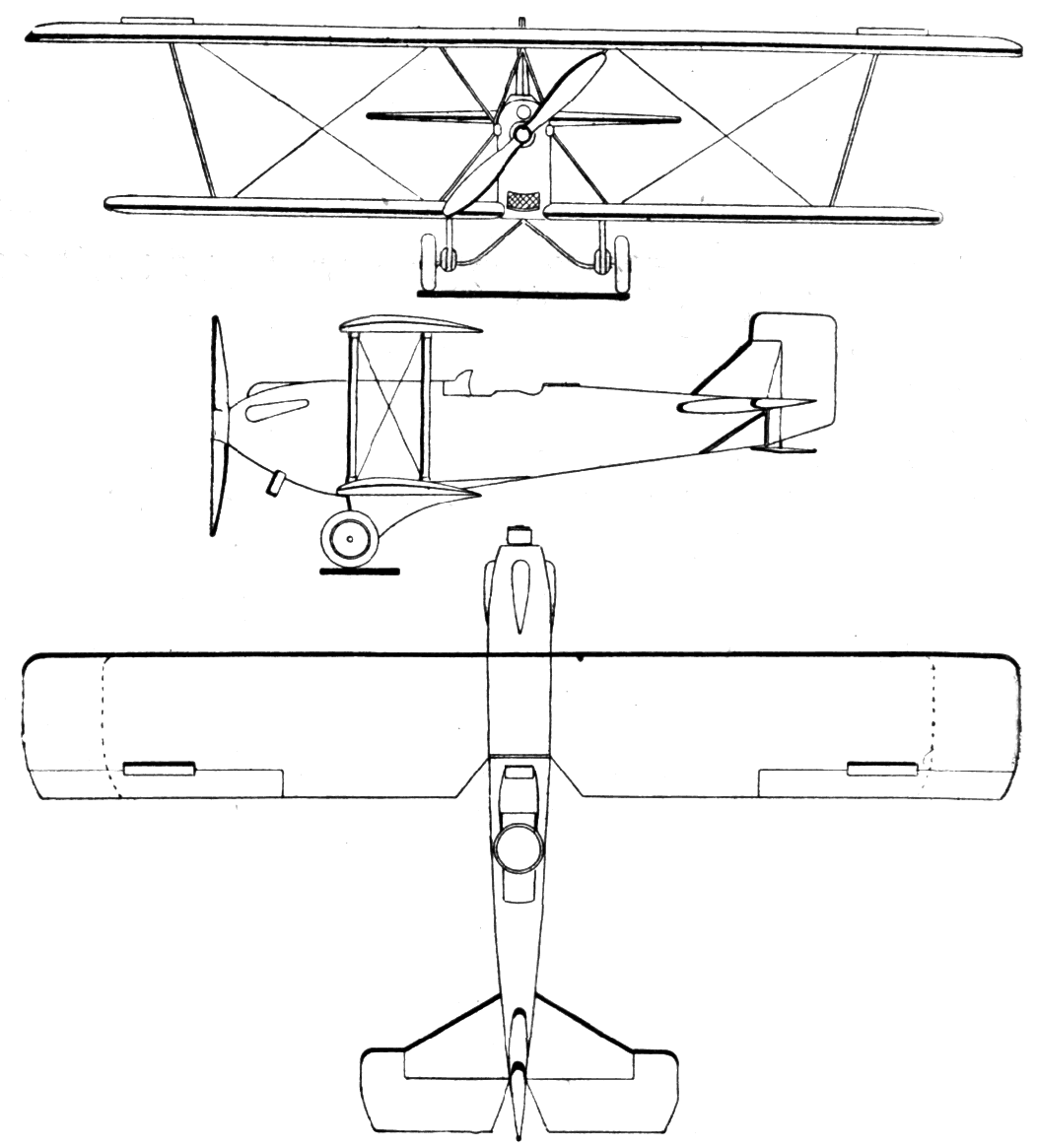
Dreiseitenansicht

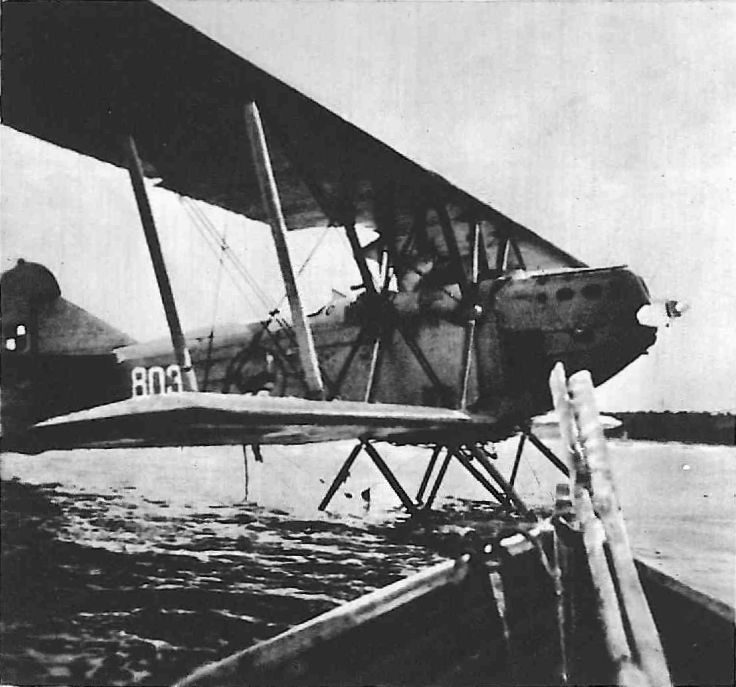
R-VIII mit Schwimmwerk, 1939

| Kenngröße             | Daten                                         |
| --------------------- | --------------------------------------------- |
| Besatzung             | 2                                             |
| Spannweite            | 17,00 m                                       |
| Länge                 | 11,12 m                                       |
| Höhe                  | 4,50 m                                        |
| Flügelfläche          | 74,00 m²                                      |
| Flügelstreckung       | 3,9                                           |
| Flächenbelastung      | 48 kg/m²                                      |
| Leistungsbelastung    | 5,7 kg/PS                                     |
| Flächenleistung       | 8,1 PS/m²                                     |
| Rüstmasse             | 2000 kg (2300 kg)                             |
| Startmasse            | 3550 kg (4300 kg)                             |
| Antrieb               | ein wassergekühlter Zwölfzylinder-W-Motor     |
| Typ, Leistung         | Lorraine Courlis, 600 PS (441 kW)             |
| Höchstgeschwindigkeit | 190 km/h in Bodennähe 225 km/h in 3000 m Höhe |
| Landegeschwindigkeit  | 90 km/h                                       |
| Gipfelhöhe            | 7000 m                                        |
| Reichweite            | max. 1140 km 600 km mit 1000 kg Bomben        |
| Bewaffnung            | ein starres MG ein bewegliches Zwillings-MG   |
| Abwurfmunition        | max. 1000 kg Bomben                           |